# ألفريدو أنغولو
ألفريدو أنغولو (بالإسبانية: Alfredo Angulo)‏ مواليد 11 أغسطس 1982 في مكسيكالي، ولاية باها كاليفورنيا، المكسيك، هو ملاكم مكسيكي يصنف ضمن فئة الوزن المتوسط. شارك في دورة الألعاب الأولمبية الصيفية سنة 2004. حقق الميدالية البرونزية في دورة الألعاب الأمريكية 2003.

## إحصائيات
خاض خلال مسيرته 31 نزالا، فاز في 24 ولم يتعادل وخسر في 7. فاز بالضربة القاضية في 20 نزالا.

## الميداليات
| الميدالية | المسابقة                    |
| --------- | --------------------------- |
| برونزية   | دورة الألعاب الأمريكية 2003 |

## روابط خارجية
- ألفريدو أنغولو على موقع بوكس ريك (الإنجليزية) (registration required)
- ألفريدو أنغولو على موقع أوليمبيديا (الإنجليزية)